# Gillancourt
Gillancourt település Franciaországban, Haute-Marne megyében. Lakosainak száma 126 fő (2022. január 1.). Gillancourt Autreville-sur-la-Renne, Blaisy, Euffigneix, Jonchery, Juzennecourt és Lavilleneuve-au-Roi községekkel határos.

## Népesség
A település népességének változása:
| Lakosok száma | 130  | 130  | 115  | 130  | 113  | 116  | 120  | 118  | 121  | 126  |
|               | 1968 | 1982 | 1990 | 2006 | 2013 | 2015 | 2017 | 2019 | 2020 | 2022 |